# Pharcidia porocyphi
Pharcidia porocyphi är en svampart som först beskrevs av Barthold Stein, och fick sitt nu gällande namn av Georg Winter 1885. Pharcidia porocyphi ingår i släktet Pharcidia och familjen Mycosphaerellaceae.   Inga underarter finns listade i Catalogue of Life.